# 64 Piscium
64 Piscium, som är stjärnans Flamsteed-beteckning, är en snäv dubbelstjärna i den mellersta delen av stjärnbilden Fiskarna. Den har en kombinerad skenbar magnitud på ca 5,07 och är synlig för blotta ögat där ljusföroreningar ej förekommer. Baserat på parallaxmätning inom Hipparcosuppdraget på ca 42,6 mas, beräknas den befinna sig på ett avstånd på ca 76 ljusår (ca 23 parsek) från solen. Den rör sig bort från solen med en heliocentrisk radialhastighet på ca 3,8 km/s.

## Egenskaper
Primärstjärnan 54 Piscium A är en gul till vit stjärna i huvudserien av spektralklass F8V,. Den har en massa som är drygt 20 procent större än solens massa, en radie som är omkring 25 procent större än solens och utsänder ca 2,1 gånger mera energi än solen från dess fotosfär vid en effektiv temperatur på ca 6 300 K.
54 Piscium är en dubbelsidig spektroskopisk dubbelstjärna som består av två liknande komponenter betecknade Aa och Ab. De initiala omloppsbestämningarna gjordes av Abt och Levy (1976) och gav en omloppsperiod på 13,8 dygn. Av Boden et al. (1999) härleddes hela uppsättningen av omloppselelement med användning av mätningar med Palomar Testbed Interferometer. Nadal et al. (1979) föreslog att några variationer i mätningarna kan orsakas av en tredje stjärna i konstellationen, men detta stöddes inte av resultaten från Boden et al. (1999). År 2005 använde Maciej Konacki en ny teknik för att exakt bestämma radialhastigheten för en dubbelsidig dubbelstjärna, vilket gjorde att omloppselementen kunde förfinas ytterligare. Detta gav en omloppsperiod på 13,82449 dygn, en excentricitet av 0,2366 och en halv storaxel på 6,55 mas.
År 2010 registrerades en möjlig stoftskiva kring dubbelstjärnan baserat på ett observerat överskott av infraröd strålning med en våglängd på 24 μm. Detta stoft har en medeltemperatur på 300 K och kretsar kring stjärnparet med en radie av 1,7 AE, jämfört med en projicerad linjär separation på 0,23 AE för stjärnorna.
Washington Double Star Catalog anger ytterligare två visuella komponenter. 54 Piscium B är en stjärna av magnitud 12,6 med en vinkelseparation på 77 bågsekunder från det primära stjärnparet. 54 Piscium C är en stjärna av magnitud 13,0 och ligger separerad med 71 bågsekunder. Det är okänt om endera är gravitationsbunden till 64 Piscium Aab, men om de är så är de projicerade separationerna ca 1 800 AE med en omloppsperiod på ca 50 000 år.